# 吉米·欧
吉米·欧（法語：Jimmy O，1974年3月9日—2010年1月12日）是一个出生在太子港而居住在纽约市的海地歌手。他曾受益于怀克里夫·让所创立的耶鲁海地基金。在2010年海地地震中，吉米不幸遇难。他的母亲、妻子、三个子女中的两个、经纪人和有线电视新闻网员工在地震发生后的三天共同辨认了他的遗体。